# Selecció de bàsquet de la Xina Taipei
La Selecció de bàsquet de la Xina Taipei és l'equip format per jugadors de la República de la Xina que representa a la Federació de la Xina Taipei de Bàsquet en les competicions internacionals organitzades per la Federació Internacional de Bàsquet (FIBA) o el Comitè Olímpic Internacional (COI). Pertany a la zona FIBA Àsia. L'equip es classificà en quarta posició del Campionat del Món de 1959.

## Classificacions

### Jocs Olímpics
- 1936 - 15
- 1948 - 18
- 1956 - 11

### Campionats mundials
- 1954 - 5
- 1959 - 4

### Campionats asiàtics
- 1960 -  2
- 1963 -  2
- 1965 - 5
- 1967 - 5
- 1969 - 4
- 1971 - 4
- 1973 -  3
- 1985 - 6
- 1987 - 5
- 1989 -  3
- 1991 - 4
- 1993 - 5
- 1995 - 4
- 1997 - 6
- 1999 - 4
- 2001 - 7
- 2003 - 11
- 2005 - 9
- 2007 - 6
- 2009 - 5
- 2011 - 8
- 2013 - 4
- 2015 - 13
- 2017 - 12

### Jocs Asiàtics
- 1954 -  2
- 1958 -  2
- 1966 - 5
- 1990 - 4
- 1990 - 5
- 1994 - 6
- 1998 - 5
- 2002 - 7
- 2006 - 8
- 2010 - 9
- 2014 - 9
- 2018 - 4